# Ferdinand Vasserot
Ferdinand Vasserot (París, 2 de març de 1881 - Lizy-sur-Ourcq, 7 de febrer de 1967) va ser un ciclista francès. Va competir com amateur i es va especialitzar en el ciclisme en pista. Va aconseguir una medalla de bronze al Campionat del món de velocitat de 1900 per darrere del belga Alphonse Didier-Nauts i del estatunidenc John Henry Lake.
Va participar en els Jocs Olímpics de París de 1900.